# Колгатин, Александр Михайлович
Алекса́ндр Миха́йлович Колга́тин (16 июля 1975, Камышин, Волгоградская область — 1 марта 2000, высота 776, Чечня, Россия) — гвардии старший лейтенант в составе парашютно-десантного батальона 104-го гвардейского Краснознамённого парашютно-десантного полка 76-й гвардейской воздушно-десантной Черниговской Краснознаменной дивизии, Герой Российской Федерации.

## Биография
Родился 16 июля 1975 года в городе Камышин Волгоградской области. Русский. Здесь вырос и в 1992 году окончил среднюю школу №12.
В 1996 году окончил Камышинское высшее военное командно-инженерное строительное училище (с 1998 года расформировано). Проходил службу в 76-й гвардейской воздушно-десантной дивизии в должности командира взвода оборудования пунктов управления. С 1998 года — командир инженерно-технического взвода отдельного инженерно-саперного батальона.

### Участие в боевых действиях
С 3 февраля 2000 года выполнял задачи в ходе проведения контртеррористической операции в Северо-Кавказском регионе. Совершил более двадцати выходов со взводом для разминирования объектов в Веденском районе Чеченской республики. Лично обезвредил более 70 взрывоопасных предметов.
18 февраля 2000 года, устанавливая минное поле впереди боевых порядков парашютно-десантного полка, подвергся нападению боевиков. Под непрекращающимся огнём противника, рискуя жизнью, лично закончил установку мин и, прикрывая отход взвода, привел их в действие. Противник понёс значительные потери.
24 февраля грамотно установил минные заграждения на пути возможного выдвижения разрозненных групп боевиков. Высокопрофессиональная работа гвардии старшего лейтенанта А. М. Колгатина стоила жизни более тридцати боевиков.

### Подвиг
29 февраля 2000 года командир взвода 6-й парашютно-десантной роты 104-го гвардейского полка 76-й воздушно-десантной дивизии старший лейтенант А. М. Колгатин выдвигался в составе 6-й парашютно-десантной роты для занятия господствующих высот. Приняв бой, учитывая невозможность установки мин под шквальным огнём противника, гвардии старший лейтенант А. М. Колгатин занял место в боевом порядке роты. Показал личный пример мужества и героизма, ведя огонь из стрелкового оружия, четко руководил подчинёнными.
На рассвете 1 марта, заметив, что боевики сосредотачиваются с северного направления, принял решение воспретить их проход. Под огнём боевиков установил две мины МОН-50. Когда боевики двинулись в атаку, смертельно раненый в грудь Александр привел мины в действие. От мощных взрывов погибли 11 бандитов и более десятка были ранены.
Указом Президента РФ № 484 от 12 марта 2000 года «за мужество и отвагу, проявленные при ликвидации незаконных вооруженных формирований в Северо-Кавказском регионе», гвардии старшему лейтенанту Колгатину Александру Михайловичу посмертно присвоено звание Героя Российской Федерации.

## Память
Похоронен на родине в городе Камышине, Волгоградской области. Каждый год 1 марта проходит день памяти А. М. Колгатина в МБОУ СОШ №12. В мероприятие входит: вахта памяти (ученики военно-инженерных классов дежурят по 15 минут около портрета А. М. Колгатина), приглашение родных Героя России, беседы в актовом зале школы, минута молчания.
Установлен памятник в 2015 году в г. Камышине.